# Christopher Schärf

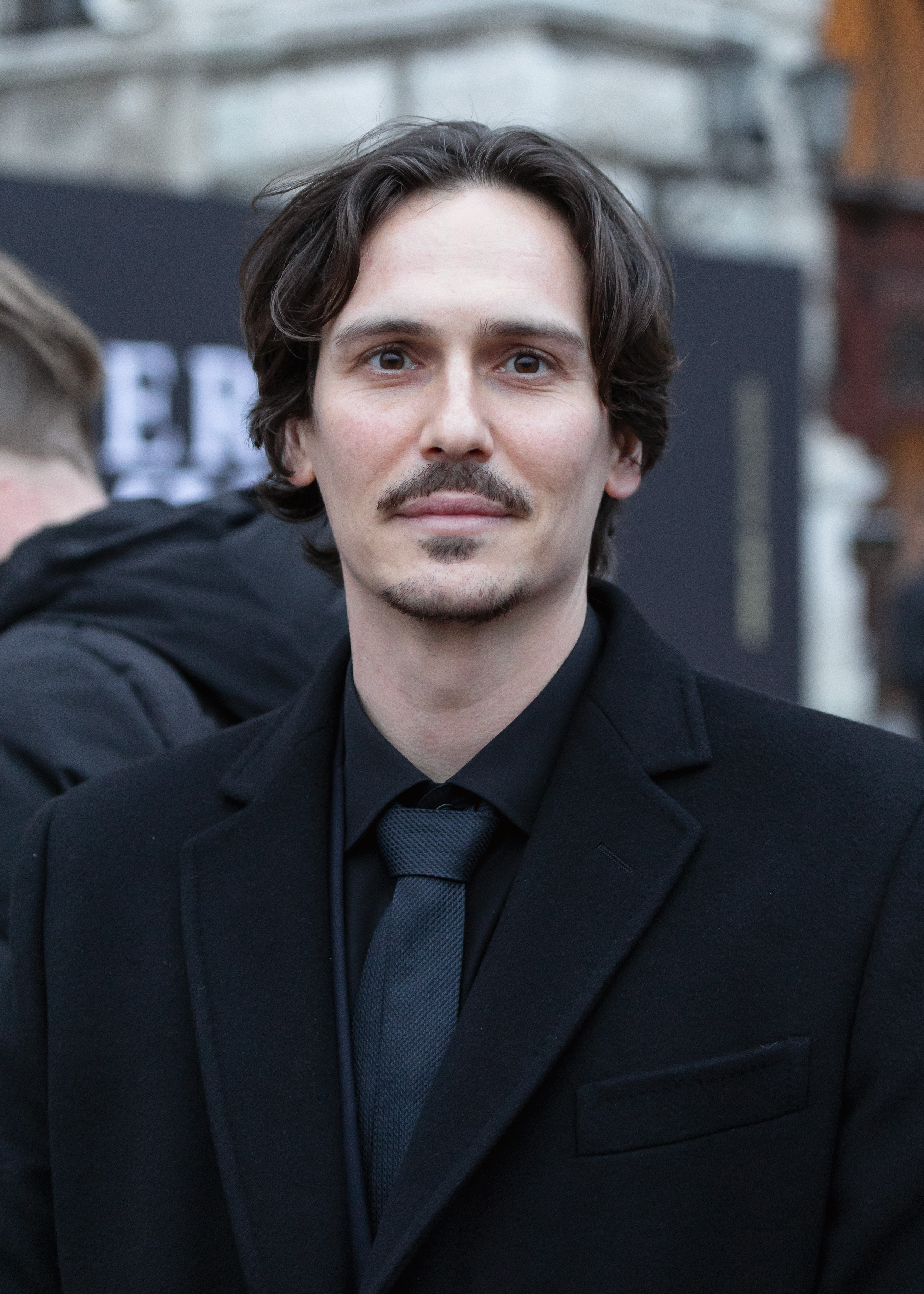
Christopher Schärf (2019)

Christopher Schärf (* 9. Jänner 1979 in Mödling, Niederösterreich) ist ein österreichischer Schauspieler.

## Leben
Christopher Schärf wuchs in der niederösterreichischen Marktgemeinde Felixdorf nahe Wiener Neustadt auf. Nach eigenem Bekunden waren es unter anderem die Rocky-Filme, die seine Leidenschaft für das Filmgeschäft weckten. Nach seiner Matura nahm er an Workshops teil, besuchte Castings und konnte erste kleinere Rollen an Land ziehen. Sein erstes größeres Projekt war der österreichische Kinofilm Augenleuchten von Wolfram Paulus aus dem Jahre 2003. Sein Fernsehdebüt feierte Schärf im selben Jahr in der Serie Julia – Eine ungewöhnliche Frau, die im ORF und der ARD ausgestrahlt wurde. Es folgten sowohl kleinere Nebenrollen als auch die Verkörperung tragender Charaktere in verschiedenen Kinoproduktionen, Fernsehfilmen und TV-Serien wie dem Tatort und SOKO Donau (in Deutschland SOKO Wien). Für seine Rolle in dem österreichischen Filmdrama Einer von uns erhielt Schärf 2016 den Österreichischen Filmpreis für die beste männliche Nebenrolle. Seine schauspielerische Ausbildung absolvierte er von 2011 bis 2013 im William Esper Studio in New York.
Christopher Schärf lebt in Wien und Berlin.

## Filmografie (Auswahl)

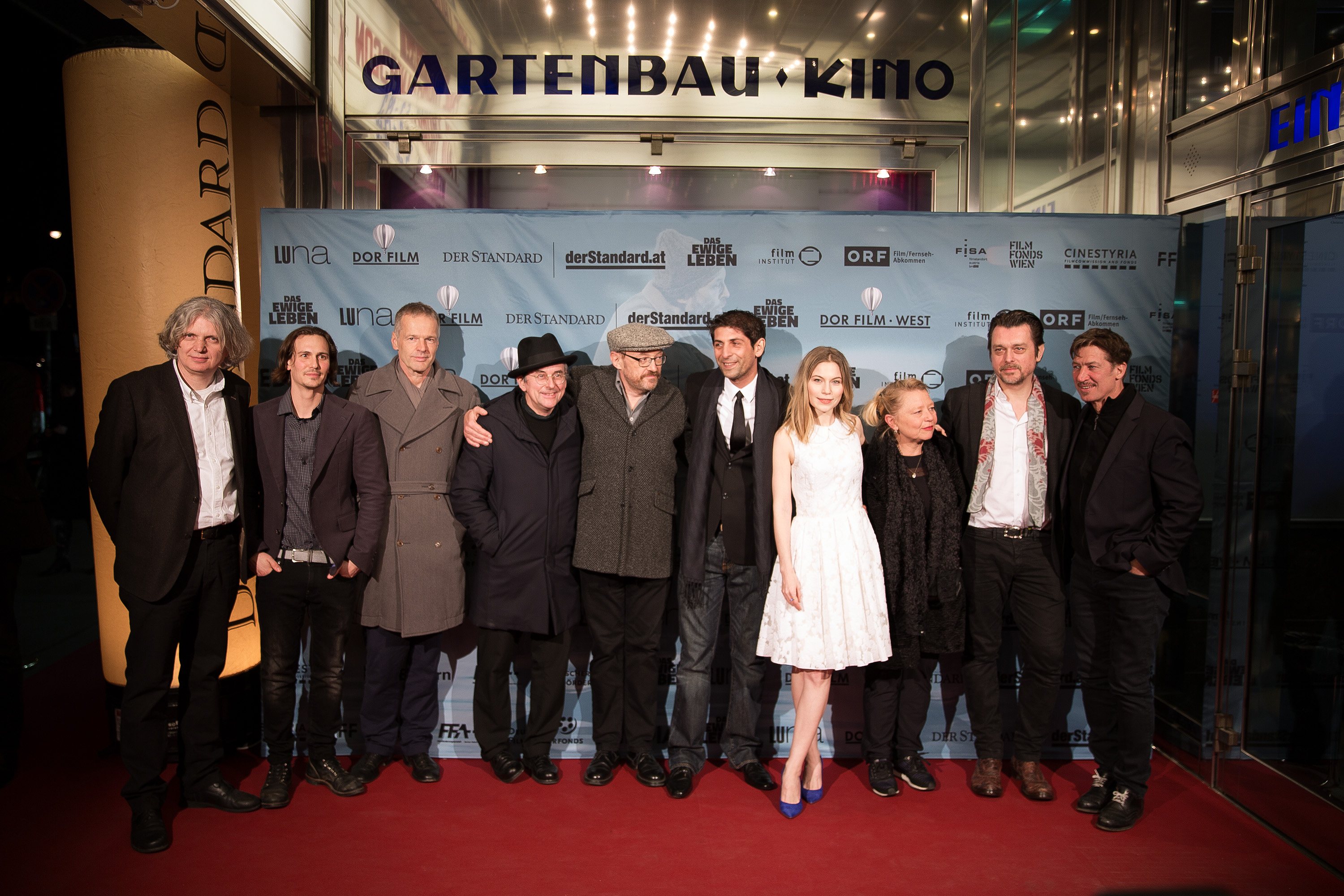
Christopher Schärf (2.v.l.) bei der Premiere von Das ewige Leben (2015)

- 2003: Julia – Eine ungewöhnliche Frau: Mohn Amour (Fernsehserie)
- 2004: Hotel
- 2005: Vier Frauen und ein Todesfall: Trockenschwimmer (Fernsehreihe)
- 2005: Augenleuchten (Fernsehfilm)
- 2005: Die Schrift des Freundes (Fernsehfilm)
- 2007: Immer nie am Meer
- 2007: Warten auf den Mond (Fernsehfilm)
- 2008: Todesnachrichten (Fernsehdoku)
- 2008: Der schwarze Löwe (Fernsehfilm)
- 2009: Rimini (Fernsehfilm)
- 2009: Blutsfreundschaft (Fernsehfilm)
- 2010: Meine Tochter nicht (Fernsehfilm)
- 2010: Tatort: Glaube, Liebe, Tod (Fernsehreihe)
- 2010: Die Mutprobe (Fernsehfilm)
- 2011: Schnell ermittelt: Sr. Margarete Laub (Fernsehreihe)
- 2011: SOKO Wien: Am Limit (Fernsehreihe)
- 2011: Vermisst – Alexandra Walch, 17 (Fernsehfilm)
- 2012: So wie du bist (Fernsehfilm)
- 2012: Braunschlag (Fernsehserie)
- 2013: Janus (Fernsehserie)
- 2013: SOKO Wien: Bis der Vorhang fällt (Fernsehreihe)
- 2014: Blutsschwestern (ORF) / Die Tote in der Berghütte (ZDF) (Fernsehfilm)
- 2015: Das ewige Leben
- 2015: Einer von uns
- 2017: Siebzehn
- 2017: SOKO Wien: Dirnbergers Dinner (Fernsehreihe)
- 2017: Die Ketzerbraut (Fernsehfilm)
- 2017: Hexe Lilli rettet Weihnachten
- 2018: Landkrimi: Steirerkind (Fernsehreihe)
- 2018: Nichts zu verlieren (Fernsehfilm)
- 2018: Womit haben wir das verdient?
- 2018: Tatort: Her mit der Marie! (Fernsehreihe)
- 2018: Landkrimi: Achterbahn (Fernsehreihe)
- 2018: Der Pass (Fernsehreihe)
- 2019: Skylines (Fernsehserie)
- seit 2019: Die Toten vom Bodensee (Fernsehreihe)
  - 2019: Die Meerjungfrau
  - 2020: Fluch aus der Tiefe
  - 2020: Der Blutritt
  - 2020: Der Wegspuk
  - 2021: Der Seelenkreis
  - 2022: Das zweite Gesicht
  - 2022: Unter Wölfen
- 2021: Tatort: Der böse König (Fernsehreihe)
- 2021: Das Schwarze Quadrat
- 2022: Euer Ehren (Fernsehserie)
- 2022: Der Tod kommt nach Venedig (Fernsehfilm)
- 2022: Eismayer
- 2022: Doppelhaushälfte (Fernsehserie)
- 2023: Was wir fürchten (Fernsehserie)
- 2024: Der Kommissar und die Angst
- 2024: Pfau
- 2024: Die Liesl von der Post – Jugendsünden (Fernsehreihe)
- 2024: Die Liesl von der Post – Klapperstorch (Fernsehreihe)
- 2025: SOKO Donau/SOKO Wien – Cui Bono? (Fernsehserie)
- 2025: Die Toten von Salzburg – Mord in bester Lage (Fernsehreihe)